# Queen of Light
Queen of Light ist ein im Jahr 2000 veröffentlichtes Lied des Dancefloor-Projekts E-Rotic. Große Bekanntheit erlangte die Single durch die Teilnahme am Countdown Grand Prix 2000.

## Entstehung und Veröffentlichung
Queen of Light wurde nach der Vorstellung beim Countdown Grand Prix 2000 als Single veröffentlicht. Es ist zudem die erste Singleauskopplung aus dem Album Missing You.
Gesungen wurde das Lied von Lydia Pockaj (aka Lydia Madajewski).

## Text
Im Gegensatz zu den üblichen E-Rotic-Songs geht es in diesem Lied nicht um das Thema Sex, sondern um Liebe.

## Eurovision Song Contest
Am 18. Februar 2000 nahm E-Rotic mit der damaligen Bühnendarstellerin Jeanette Macchi-Meier (aka Jeanette Christensen) am Countdown Grand Prix 2000 teil. Die Single belegte Platz sechs.
Erstmals wurde bei diesem Liveauftritt kein Playback benutzt, sondern das Lied wurde von der Bühnendarstellerin Macchi-Meier selbst gesungen.

## Missing Heart
Das Lied Queen of Light wurde auch auf dem Missing-Heart-Album Mystery veröffentlicht. Es handelte sich ebenfalls um ein Projekt von David Brandes und Felix J. Gauder. Auch war Lydia Pockaj dort Sängerin.